# Guten Morgen
Guten Morgen è un album di Alfio Antico, pubblicato nel 2011 dalla Narciso Records e prodotto da Carmen Consoli. 

## Tracce
1. Cuccurucù – 2:58 (Alfio Antico)
2. Guten Morgen – 3:35 (testo: Alfio Antico e Puccio Castrogiovanni – musica: Alfio Antico)
3. Di cu sugnu – 3:45 (Alfio Antico)
4. Tutti li cosi vannu a lu pinninu – 2:53 (Alfio Antico)
5. Minutedda mia – 0:44 (Alfio Antico)
6. Si ti virissi – 2:24 (Alfio Antico)
7. Zimmuru smossu – 4:01 (Alfio Antico)
8. Afrodite – 4:18 (Alfio Antico)
9. Cunta li jurnati – 2:58 (testo: Alfio Antico – musica: Alfio Antico e Puccio Castrogiovanni) – (feat. Fiorella Mannoia)
10. Stidduzza veniri – 3:44 (Alfio Antico)
11. U nasu – 6:07 (Alfio Antico)